# Noel Godfrey Chavasse
Noel Godfroy Chavasse (Oxford, 9 novembre 1884 – Brandhoek, 4 agosto 1917) è stato un militare e medico britannico, che nel corso della prima guerra mondiale fu insignito due volte della Victoria Cross, la massima onorificenza militare britannica, e con la Military Cross.
La prima Victoria Cross gli fu concessa per il coraggio dimostrato durante la battaglia di Guillemont (1916) perché, sebbene colpito da schegge di proiettili, continuò a salvare vite umane avventurandosi nella terra di nessuno avvicinandosi fino a circa 25 metri alla linea tedesca, dove trovò tre uomini, e continuando così per tutta la notte sotto una pioggia costante di proiettili di cecchino e bombardamenti. La seconda gli fu concessa per atti di eroismo simili durante la battaglia di Passchendaele (31 luglio-2 agosto 1917). Rimasto gravemente ferito fu operato, ma morì per le ferite riportate due giorni dopo, il 4 agosto.

## Biografia

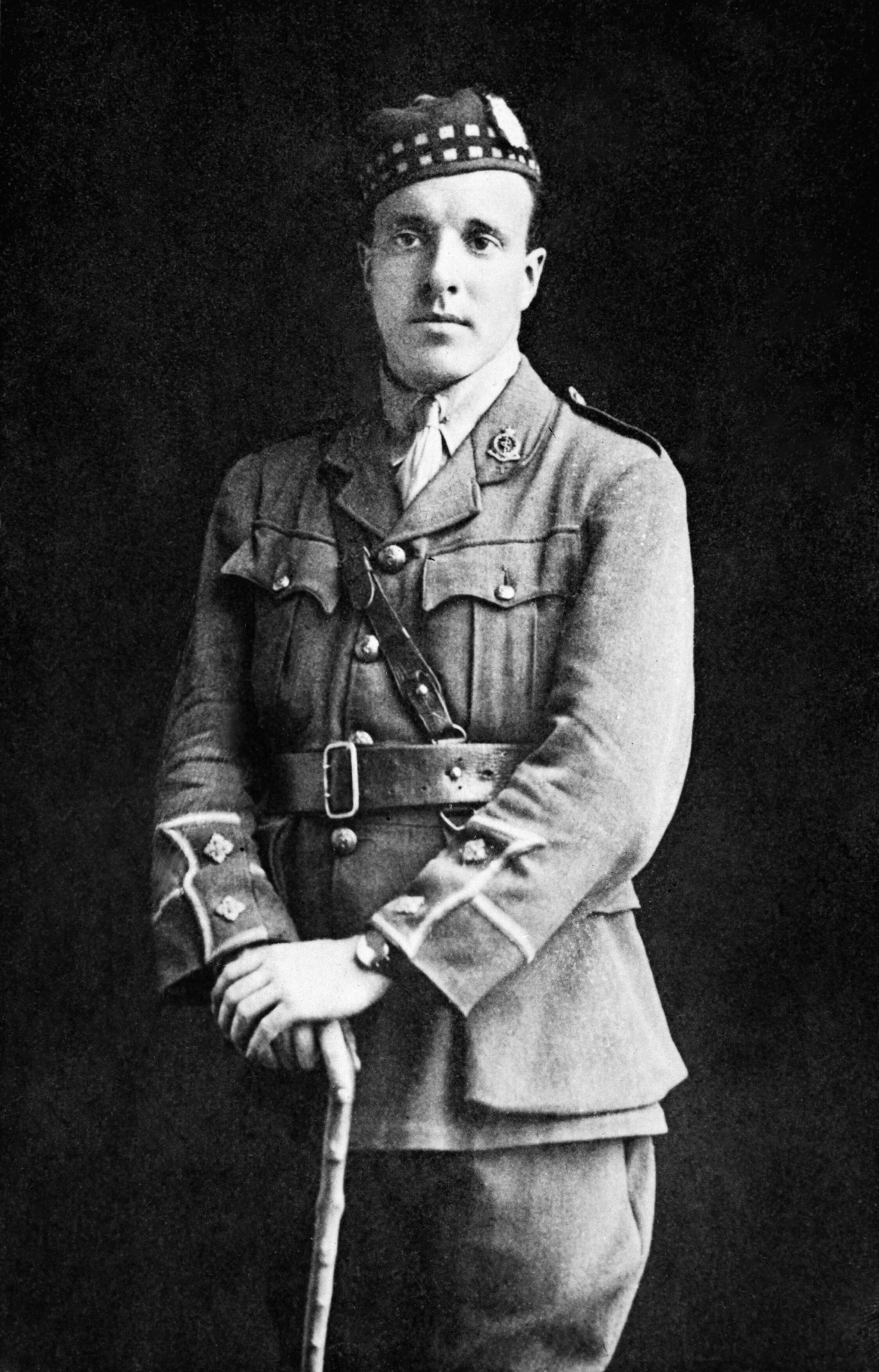
Il capitano Noel Godfrey Chavasse del Royal Army Medical Corps, in forza al 1st/10th Battalion, The King's (Liverpool Regiment) insignito della Victoria Cross and Bar, e della Military Cross.

Nacque al 36 di New Inn Hall Street a Oxford il 9 novembre 1884, figlio del reverendo Francis Chavasse e di Edith Jane Maude, secondo di due gemelli, al primo dei quali fu dato il nome di Christopher. I due gemelli erano così piccoli e deboli alla nascita che il loro battesimo fu ritardato fino al 29 dicembre 1884, ed entrambi si ammalarono di tifo nel loro primo anno di vita.
Studiò presso la Magdalen College School di Cowley Place,Oxford, poi presso il Liverpool College di Liverpool, e infine al Trinity College di Oxford.
La famiglia rimase a Oxford fino al 3 marzo 1900, quando al padre Francis fu offerto di dirigere la diocesi anglicana di Liverpool, allora uno dei porti marittimi più trafficati dell'Impero britannico. La famiglia si trasferì al Bishop's Palace in 19 Abercromby Square, a Liverpool, e lui e suo fratello gemello Christopher iniziarono a frequentare il Liverpool College dove si distinsero fin dall'inizio nell'attività sportiva. Nel 1904 vennero entrambi ammessi al Trinity College di Oxford, e nel 1907 egli si laureò con il massimo dei voti mentre Christopher a causa di un esaurimento nervoso non riuscì a laurearsi. Entrambi i fratelli rimasero a Oxford, Noel per studiare medicina e Christopher per ripetere gli esami. Pur praticando regolarmente il rugby, nel 1908 i due gemelli rappresentarono la Gran Bretagna nei Giochi Olimpici di Londra correndo nella specialità dei 400 metri piani, venendo eliminati nelle gare iniziali.

### Gli studi in medicina
Nel gennaio del 1909 entrò a far parte dell'unità medica dell'Officers' Training Corps dell'università di Oxford, e nel maggio successivo fu promosso Lance Sergeant. Terminò gli studi ad Oxford nel luglio dello stesso anno, e ritornò a Liverpool per continuare gli studi medici con eminenti maestri come Sir Robert Jones, che divenne una delle principali autorità nella chirurgia ortopedica.
Al suo ritorno a Liverpool riprese a collaborare con la Grafton Street Industrial School, un'istituzione per ragazzi senza fissa dimora, e in autunno andò a Londra per sostenere l'esame per conseguire la Fellowship del Royal College of Surgeons, ma fallì, apparentemente a causa della cattiva salute. Quando sostenne di nuovo l'esame, nel maggio del 1910, lo superò con facilità, e iniziò a studiare patologia e batteriologia. Come parte del suo corso di studi medici fu obbligato a intraprendere un periodo di lavoro in ospedale, che avvenne presso il Rotunda Hospital di Dublino.
Nel gennaio 1912 superò l'esame finale e nel marzo dello stesso anno ricevette il premio medico più importante dell'università, il Derby Exhibition. Il 22 luglio si registrò come medico presso il General Medical Council, iniziando a lavorare per il Royal Southern Hospital di Liverpool, inizialmente fino al 31 marzo 1913, e poi per altri sei mesi. Successivamente divenne medico di fiducia di Robert Jones, il suo ex tutore.

### La carriera militare

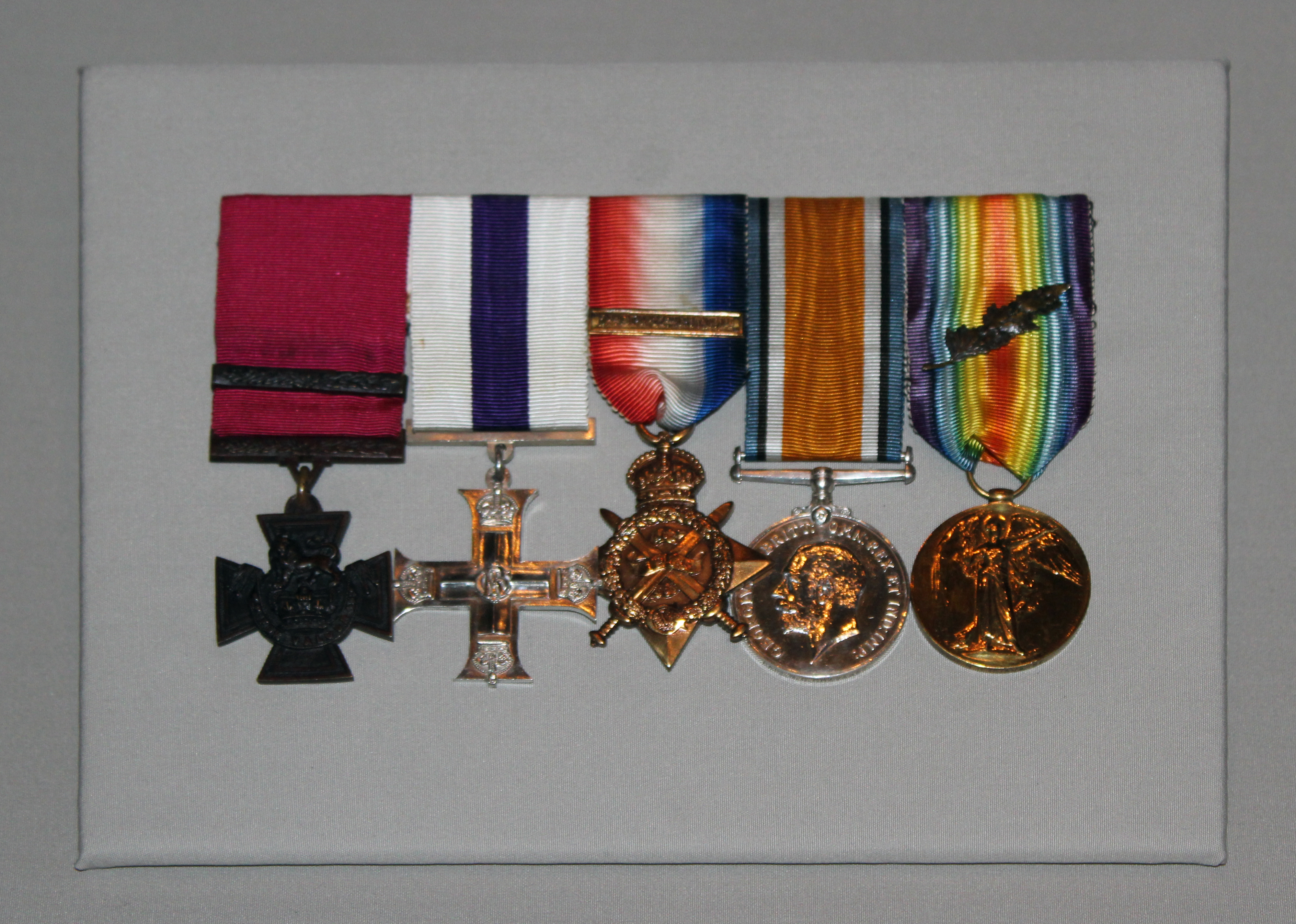
Il medagliere del capitano Noel Godfrey Chavasse.

All'inizio del 1913, dopo aver discusso con alcuni dei suoi colleghi, fece domanda, che fu accettata, per entrare nel Royal Army Medical Corps (RAMC) con il grado di tenente il 2 giugno. Grazie a uno dei suoi mentori, il dottor McAlistair, che era allora capitano chirurgo del 10º Battaglione del King's Regiment, del Liverpool Scottish, fu assegnato al battaglione come tenente medico, accolto dal tenente colonnello W. Nicholl, ufficiale in comando. Dopo lo scoppio della prima guerra mondiale partì per il fronte con il grado di capitano del RAMC assegnato al 1/10th (Scottish) Battalion del King's (Liverpool Regiment), parte della 55ª Divisione (West Lancashire). Promosso capitano il 1 aprile 1915, nel giugno dello stesso anno fu insignito della Military Cross per il coraggio dimostrato a Hooge, in Belgio, e il 30 novembre ottenne la Menzione nei dispacci.
Durante il corso della battaglia di Guillemont fu insignito della Victoria Cross per il coraggio dimostrato il 9 agosto 1916 quando si occupò dei feriti per tutto il giorno sotto il costante fuoco nemico.
Fu nuovamente insignito con la Victoria Cross per essersi distinto a Wieltje, in Belgio, tra il 31 luglio e il 2 agosto 1917, che gli fu concessa il 14 settembre. Rimasto gravemente ferito in azione si spense a Brandhoek il 4 agosto, e la sua salma fu poi tumulata nel Brandhoek New Military Cemetery di Vlamertinge. Al momento della sua morte era fidanzato con una sua cugina Frances Gladys Ryland Chavasse (1893-1962), figlia di suo zio Sir Thomas Frederick Chavasse (1854-1913) di Bromsgrove, un chirurgo.

### I memoriali a lui dedicati

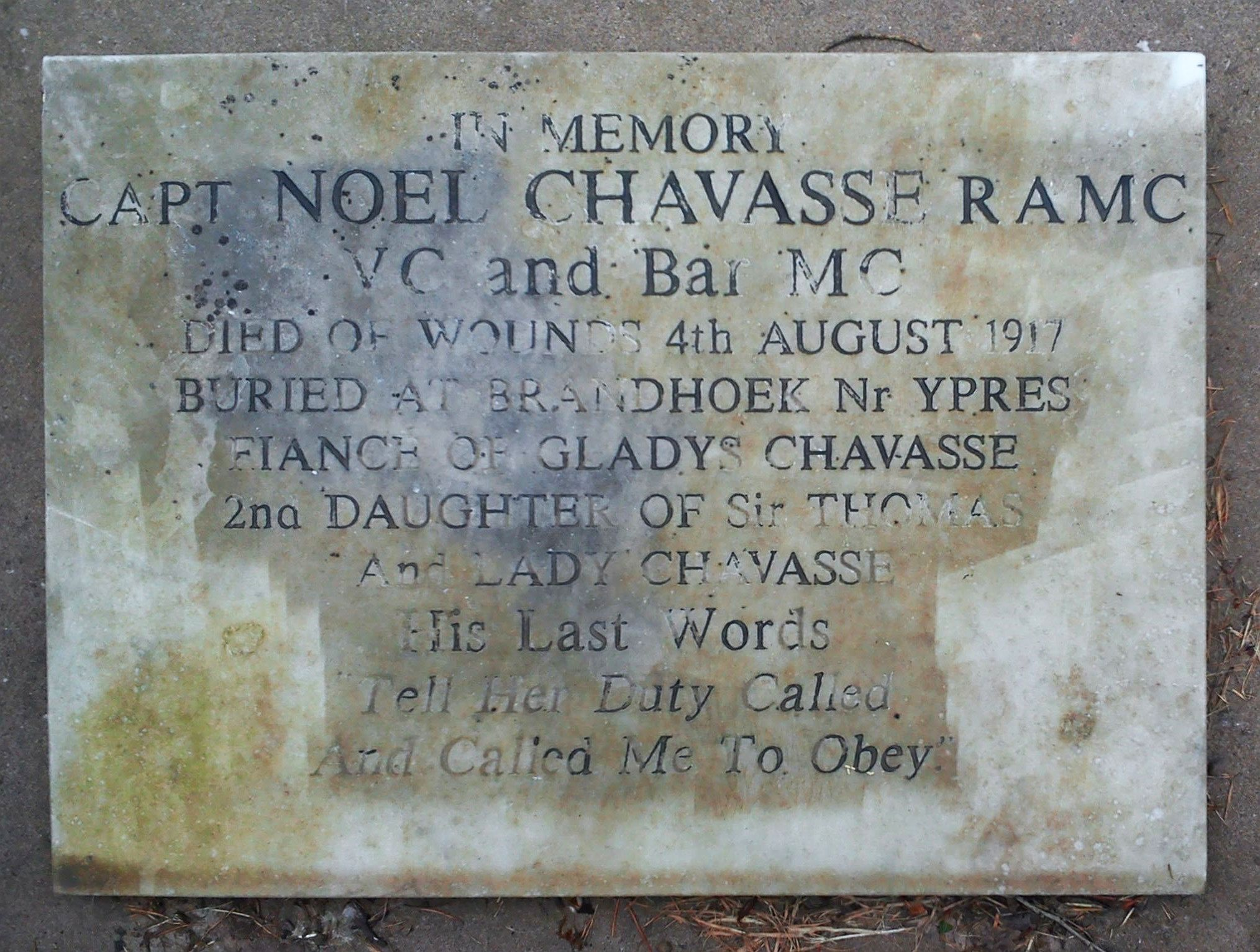
Placca in memoria di Noel Chavasse posta nel cimitero di Bromsgrove, vicino alla St John the Baptist Church.

Attualmente il capitano Noel Godfroy Chavasse è commemorato in almeno 16 memoriali di guerra nel Regno Unito, tutti registrati dal War Memorials Register.
Il medagliere di Noel Chavasse, che erano divenute di proprietà della sua famiglia ed esposte al St Peter's College di Oxford, furono acquistate nel 2009 da Lord Ashcroft per circa £ 1,5 milioni di sterline. Le medaglie, insieme ad altre, sono esposte nella Lord Ashcroft Gallery presso l'Imperial War Museum.
Nel centro della città di Liverpool si trova lo Chavasse Park, così nominato in onore della famiglia Chavasse; Francis (2º vescovo di Liverpool ) e i suoi figli gemelli Christopher Maude Chavasse (un atleta olimpico e poi vescovo di Rochester), e Noel Godfrey Chavasse.
Un reparto ospedaliero del Walton Centre di Liverpool porta il suo nome.
Ci sono due pietre pavimentali della prima guerra mondiale, ciascuna raffigurante una coppia di Victoria Cross, dedicate a Chavasse a Oxford: una fuori dal St Peter's College (Oxford)St Peter's College e una vicino alla Magdalen College School che nel 2005 gòli ha dedicato anche una targa blu.
Un monumento in bronzo (il "Liverpool Heroes Memorial") che commemora Chavasse e altri quindici militari insigniti di Victoria Cross, nati a Liverpool, è stato eretto ad Abercromby Square a Liverpool, scolpito da Tom Murphy.

## Onorificenze

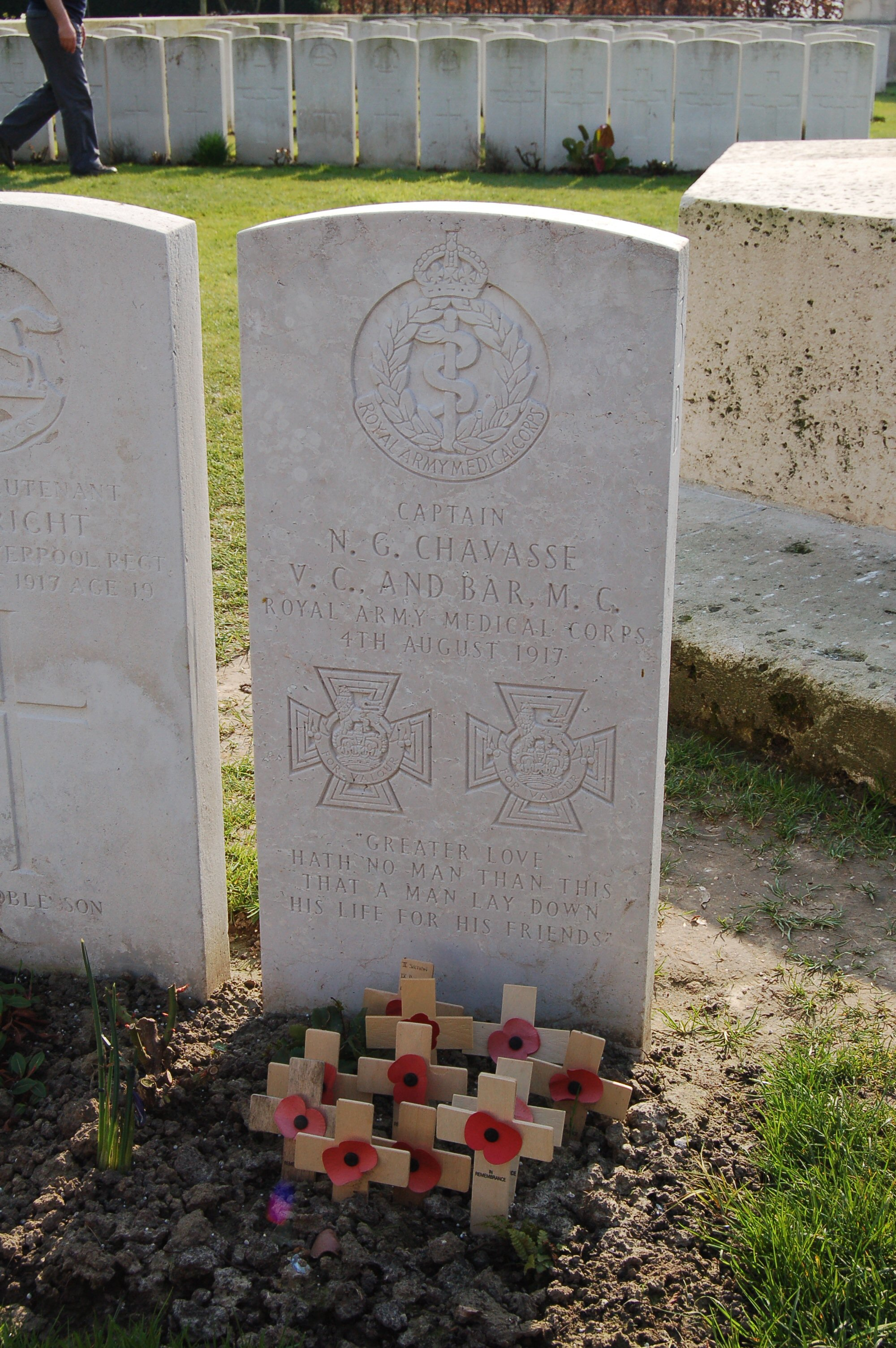
Pietra tombale di Noel Godfrey Chavasse sita nel Brandhoek New Military Cemetery di Vlamertinge.

### Annotazioni
1. ↑  Che in seguito fu nominato vescovo di Liverpool e fu fondatore del St Peter's College, Oxford.
2. ↑  La coppia ebbe altri quattro figli, Dorothea (nata nel 1883), Edith Marjorie (nata nel 1886), Mary Laeta (nata nel 1886), Francis Bernard (nato nel 1889) e Aidan (nato nel 1891).

### Fonti
1. 1 2 3 4 5 6 7 8  VC Online.
2. 1 2 3 4 5  Oxford Dictionary of National Biography.
3. 1 2 3  Commonwealth War Graves Commission.
4. ↑  (EN) The London Gazette (PDF), n. 28737, 15 July 1913.
5. ↑  Il 10º Battaglione era stato un battaglione territoriale sin dalle riforme di Haldane nel 1909.
6. ↑  (EN) The London Gazette (PDF), n. 29304, 21 September 1915.
7. ↑  (EN) The London Gazette (PDF), n. 29438, 11 January 1916.
8. ↑  (EN) The London Gazette (PDF), n. 29802, 24 October 1916.
9. ↑  (EN) The London Gazette (PDF), n. 30284, 14 September 1917.
10. 1 2   Andrew, Lord Ashcroft pays record price for 'ultimate' Victoria Cross, in Telegraph, 21 novembre 2009. URL consultato il 22 novembre 2009.
11. ↑   Archived copy, su liverpool-one.com. URL consultato il 22 ottobre 2011 (archiviato dall'url originale il 18 ottobre 2011).